# برنارد ريموند فابري بالابرا
برنارد-ريموند فابري بالابرا (بالفرنسية: Bernard-Raymond Fabré-Palaprat)‏ (29 مايو 1773  - 18 فبراير 1838  )، هو أحد فرسان الهيكل، ومؤسس معبد أوردر دو في عام 1804، والكنيسة اليوحناوية في عام 1812، ونصّب نفسه كسيدًا أكبر للفرسان البابا، ومعارضًا لكنيسة القديس بطرس.